# Fort VII w Poznaniu
Fort VII (Colomb, Floriana Dąbrowskiego) – jeden z 18 fortów wchodzących w skład Twierdzy Poznań. Znajduje się na Woli przy ul. Polskiej.

## Historia
Zbudowany został w latach 1876–1880, w pierwszym etapie budowy twierdzy fortowej. Fort otrzymał nazwę Colomb na cześć Friedricha von Colomba (do 1902 nazwę tę nosił Bastion IV Colomb). W 1931 zmieniono patronów na polskich, Fort VII otrzymał imię majora Floriana Dąbrowskiego.
W czasie powstania wielkopolskiego, 4 stycznia 1919, Niemcy broniący Ławicy zagrozili wysadzeniem tej części miasta i fortu (w którym znajdowało się kilkaset ton bomb lotniczych), w wypadku ich zaatakowania. 6 stycznia rozpoczęła się bitwa o Ławicę. Oddział POW otrzymał zadanie obsadzenia fortu; jednocześnie przecięto kabel elektryczny Poznań-Ławica oraz zablokowano łączność telefoniczną, tak by uniemożliwić odpalenie ładunków wybuchowych. Po I wojnie światowej fort wykorzystywany był jako magazyn amunicji m.in. dla 3 pułku lotniczego.
W latach 1939–1944 w forcie był zorganizowany obóz koncentracyjny KL Posen. Pod koniec wojny produkowano tam radiostacje firmy Telefunken Gesellschaft für drahtlose Telegraphie.
Po II wojnie światowej Ludowe Wojsko Polskie korzystało z fortu w celach magazynowych. Od lat 60. XX wieku rozpoczęły się działania mające na celu otwarcie fortu dla zwiedzających. Od 1979 w lewej części fortu funkcjonuje Muzeum Martyrologii Wielkopolan – Fort VII.
W 2000 roku Rada Miasta Poznania zadecydowała o przekazaniu Agencji Mienia Wojskowego Fortu VIII, w zamian otrzymując Fort VII.
Teren fortu wchodzi w skład obszaru Natura 2000 (obszar specjalnej ochrony SOO „Fortyfikacje w Poznaniu”, symbol PLH300005).

## Lokalizacja i konstrukcja

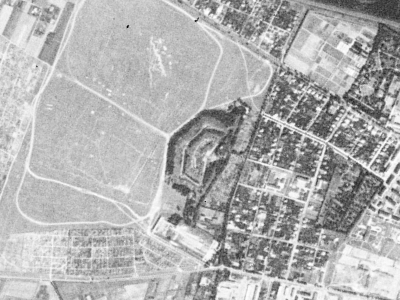
Zdjęcie satelitarne fortu (1965).

Dojazd do fortu drogą rokadową (Al. Polska). W pobliżu obiektu zabudowa domków jednorodzinnych (m.in. osiedle Lotników Wielkopolskich), na zachodzie cmentarz jeżycki, na północ – linia kolejowa Poznań – Szczecin.
Kąt między odcinkami czoła – 140°. Fort nie posiada wału piechoty (podobnie jak Fort IX).

### Przebudowy
Obiekt był modernizowany w latach 1887–1888, dobudowane zostały sześciostanowiskowe baterie dołączone przy barkach. W 1913–1914 wybudowano 2 schrony w przeciwskarpie i zamurowano część okien. Dwa schrony i dwie kopuły obserwacyjne zamontowano w 1939.